# حسن أبو السعود
حسن أبو السعود (2 أبريل 1948 - 17 أبريل 2007)، ملحن وموسيقار مصري راحل والنقيب السابق لنقابة الموسيقيين المصريين.

## نشأته
ولد حسن أبو السعود في العام 1948 في مدينة المحلة الكبرى. ينتمي لأسرة فنية فوالده كان من أمهر عازفي آلة الكلارينيت الموسيقية وأصبح رئيساً لإذاعة ليبيا في أواخر الستينات حيث قضى حسن طفولته. تخرج من كلية التجارة بجامعة القاهرة العام 1970 .

## مشواره الفني
بدأ مسيرته الفنية كعازف أكورديون في «فرقة صلاح عرام» الموسيقية، ثم ترك الفرقة وسافر إلى اليابان بصحبة فرقة رضا للفنون الشعبية حيث درس الموسيقى الغربية على يد مدرس ياباني. وتجول مع فرقته في عدة بلدان أوروبية للعمل ودراسة الموسيقى الغربية.تدرج في العمل النقابي، حتى أصبح نقيبًا للموسيقيين عام 2004.
لحّن لمعظم مطربين عصره، مثل: (هاني شاكر، محمد منير، راغب علامة، خالد عجاج، سميرة سعيد، وغيرهم). كما وضع الموسيقى التصويرية للعديد من الأفلام السينمائية.

## أعماله
لحّن ما يقارب 1500 لحن ووضع الموسيقى التصويرية لنحو 85 فيلما سينمائيا ومنها:
1. العار (حاز عنه جائزة أحسن موسيقى تصويرية)
2. فيلم الكيف (حاز عنه جائزة أحسن موسيقى تصويرية)
3. جري الوحوش
4. أربعة في مهمة رسمية (حاز عنه جائزة أحسن موسيقى تصويرية)
5. بطل من ورق
6. شادر السمك
7. سلام يا صاحبي
8. البيضة والحجر
9. وزير في الجبس
10. لن أعيش في جلباب أبي (حاز عنه جائزة أحسن موسيقى تصويرية)
11. نحن لا نزرع الشوك (حاز عنه جائزة أحسن موسيقى تصويرية)
12. العطار والسبع بنات
13. عيش أيامك
14. العمة نور
15. سوق الخضار
16. كل واحد وله عفريت (مسرحية)
17. مسلسل بكيزة و زغلول
18. حنفي الأبهة
19. خدعتني امرأة

كما قام بتلحين العديد من الأغنيات لمطربين مصريين وعرب مثل هاني شاكر والذي كان صديقا له، وكذلك راغب علامة كأغنية «آسف حبيبتي»، نانسي عجرم، شيرين وجدي، إيهاب توفيق، سميرة سعيد، محمد منير وبهاء سلطان الفنانة الكبيرة وردة والفنانة أصالة، خالد عجاج، شيرين عبد الوهاب ونوال الزغبي وغيرهم.

### بعض الأغنيات التي قام بتلحينها
- بنت السلطان (أحمد عدوية)
- آسف حبيبتي (راغب علامة)
- لو بتحب (هاني شاكر)
- ياللي ماشي (بهاء سلطان)
- متجرحنيش (شيرين)
- متسأليش (محمد الحلو)
- عدى الليل (إيهاب توفيق)

### نقابة الموسيقيين
تدرّج في العمل النقابي لنقابة الموسيقيين المصرية حتى صار نقيباً لها في العام 2004. ومن إنجازاته في منصب رئيس النقابة رفع معاشات الموسيقيين وتحسين وضعهم المادي بعد سن المعاش، وتحسين أداء النقابة من خلال إيجاد مصادر دخل مختلفة عبر تحصيل مستحقات النقابة من الحفلات الكبرى.

## وفاته
توفي في يوم الثلاثاء 17 أبريل العام 2007، إثر هبوط مفاجئ في الدورة الدموية بسبب مضاعفات مرض السكري والوزن الزائد.